# Obersiebenbrunn
Obersiebenbrunn osztrák mezőváros Alsó-Ausztria Gänserndorfi járásában. 2020 januárjában 1699 lakosa volt. 

## Elhelyezkedése

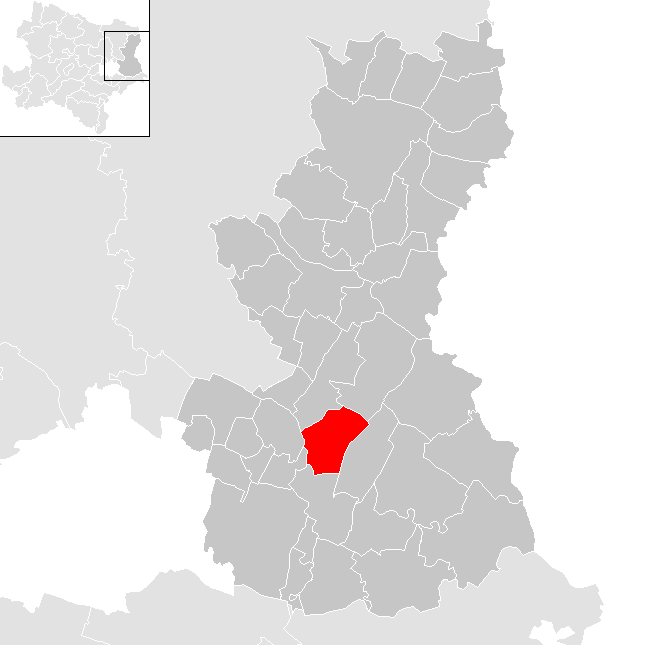
Obersiebenbrunn a Gänserndorfi járásban

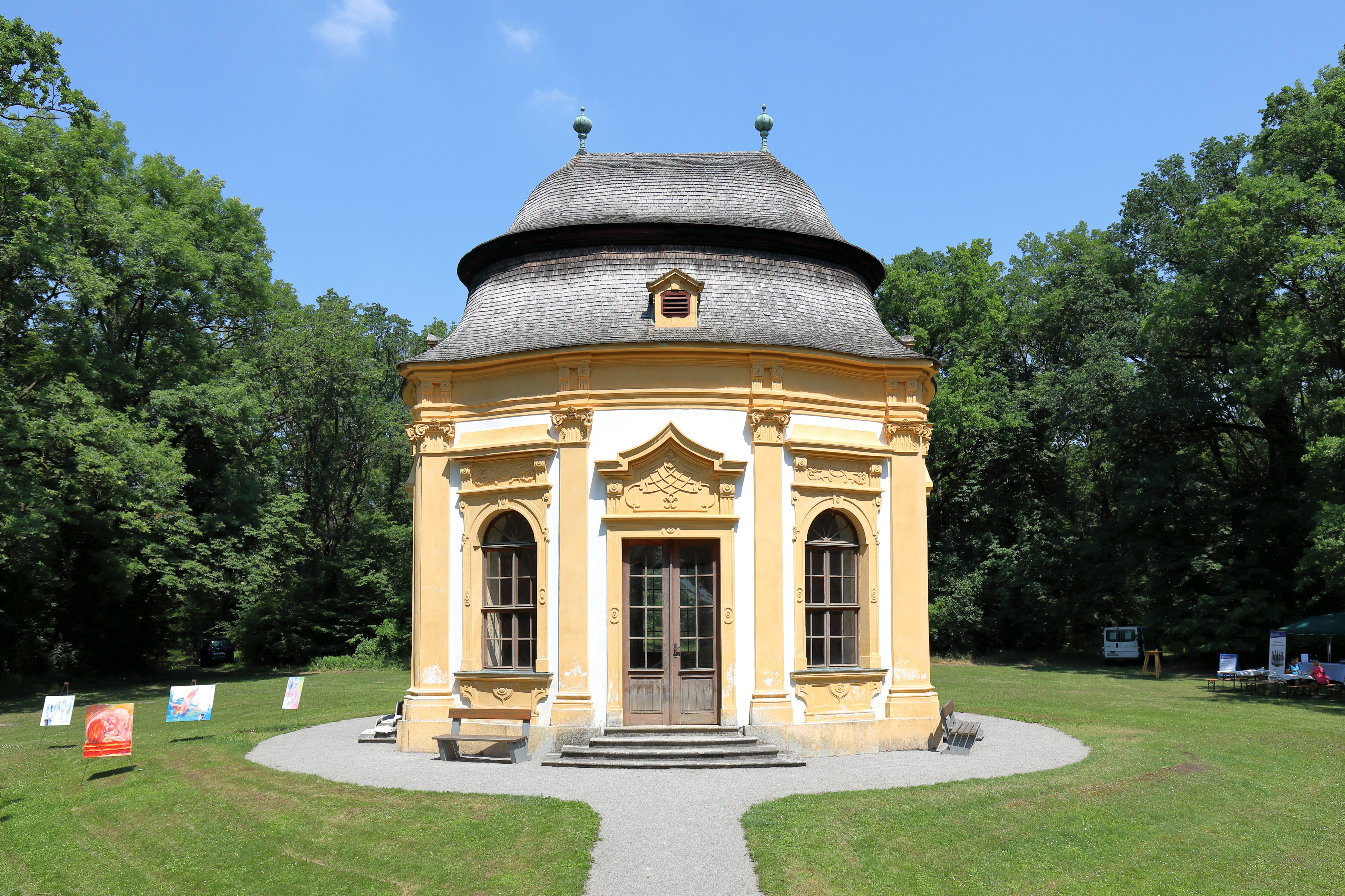
A kastély kerti pavilonja

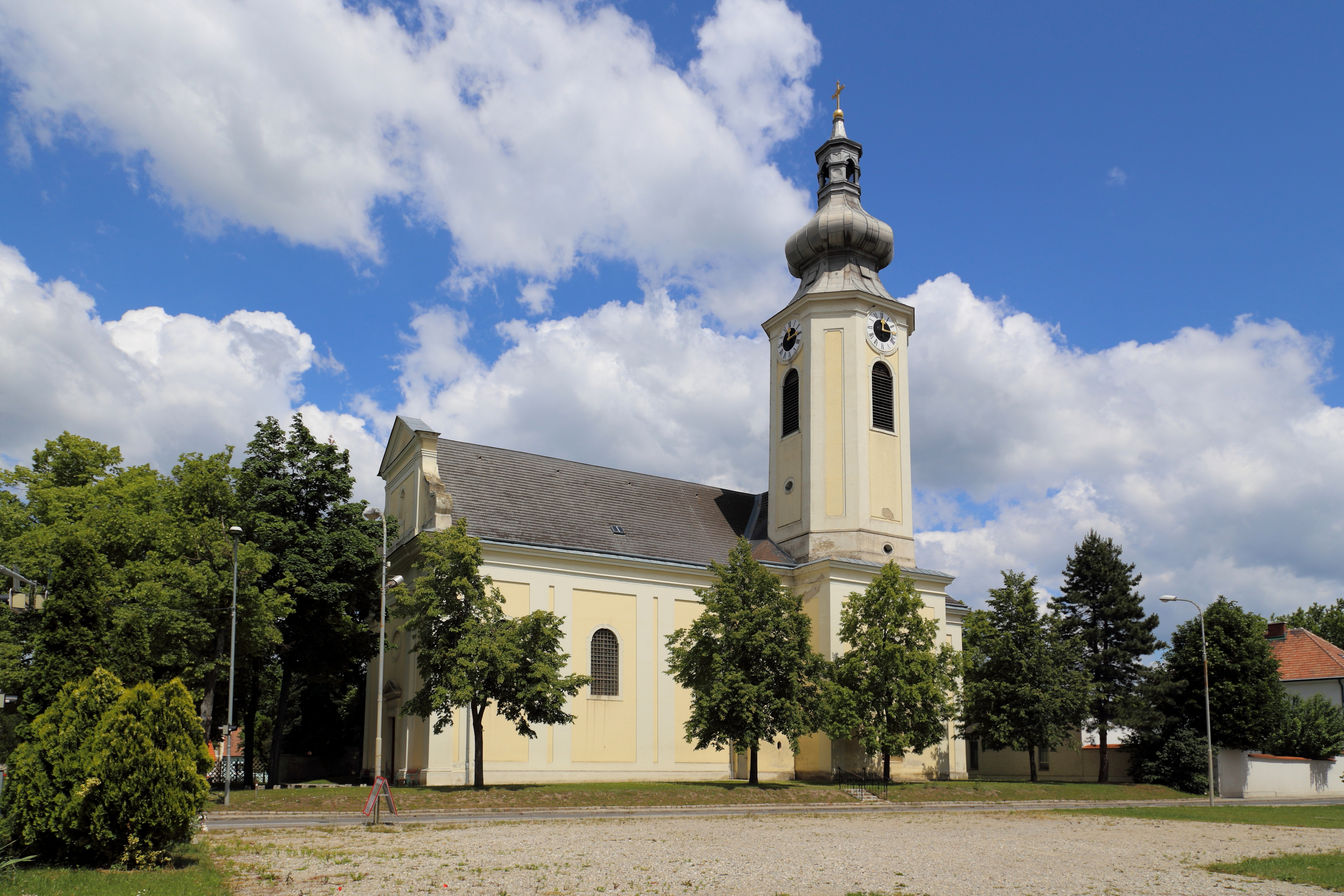
A Mária mennybevétele-plébániatemplom

Obersiebenbrunn a tartomány Weinviertel régiójában fekszik a Morva-mező középső részén, a Stempfelbach patak mentén. Területének 19,6%-a erdő, 72,7% áll mezőgazdasági művelés alatt. Az önkormányzathoz egyetlen település és katasztrális község tartozik. 
A környező önkormányzatok: északra Weikendorf, keletre Untersiebenbrunn, délre Leopoldsdorf im Marchfelde, délnyugatra Glinzendorf, nyugatra Markgrafneusiedl, északnyugatra Gänserndorf.

## Története
Obersiebenbrunnt 1115-ben említik először. Vára a középkorban uradalmi központ volt. Birtokosai gyakran változtak, többek között a Haslau és a Fronau családé volt, 1525-ben pedig Christoph Grabner szerezte meg, a legbefolyásosabb osztrák protestánsok egyike. Bécs 1529-es ostromakor a törökök kifosztották. 
A 17. század közepén a Kollonitsch grófok szerezték meg. Barokk templomát Kollonitsch Zsigmond bíboros érsek építtette 1724-ben. 1725-ben VI. Károly császárhoz került, aki Oberweiden és Lassee falvakkal együtt Savoyai Jenőnek adományozta. A herceg Johann Lukas von Hildebrandtot bízta meg, hogy a 17. századi kastélyt barokk stílusban átépítse. 
Az 1866-os porosz-osztrák háborúban poroszok szállták meg; a demarkációs zóna a város határában lévő Russbach folyónál húzódott. A kastély 1874-ben a bécsi érsekség tulajdonába került és lányoknak oktattak benne mezőgazdasági ismereteket. 1914-től a 60-as évekig a Jó Pásztor Nővérek Kongregációja apácarend működtetett benne leányiskolát. 1913-ban állami mezőgazdasági műszaki főiskola nyílt a községben. 
A második világháborúban 1944 októbere és 1945 áprilisa között magyar zsidó kényszermunkások dolgoztak a bécsi érsek, Theodor Innitzer obersieberbrunni birtokain.
1958-ban Obersiebenbrunnt mezővárosi rangra emelték. 2001-ben a kopt ortodox egyház kapta meg a kastélyt és kolostort, valamint múzeumot rendezett be az épületben.

## Lakosság
Az obersiebenbrunni önkormányzat területén 2020 januárjában 1699 fő élt. A lakosságszám 1981 óta gyarapodó tendenciát mutat. 2018-ban az ittlakók 89,7%-a volt osztrák állampolgár; a külföldiek közül 1,7% a régi (2004 előtti), 2,8% az új EU-tagállamokból érkezett. 4,3% a volt Jugoszlávia (Szlovénia és Horvátország nélkül) vagy Törökország, 1,4% egyéb országok polgára volt. 2001-ben a lakosok 78,5%-a római katolikusnak, 1,8% evangélikusnak, 2,4% mohamedánnak, 14% pedig felekezeten kívülinek vallotta magát. Ugyanekkor 4 magyar élt a mezővárosban; a legnagyobb nemzetiségi csoportot a német (94,9%) mellett a szerbek alkották 1,9%-kal. 
A népesség változása:

| 2016 | 1 691 |
| 2018 | 1 708 |

## Látnivalók
- az obersiebenbrunni kastély
- a Mária mennybevétele-plébániatemplom

## Fordítás
- Ez a szócikk részben vagy egészben  az   Obersiebenbrunn című német Wikipédia-szócikk ezen változatának fordításán alapul.  Az eredeti cikk szerkesztőit annak laptörténete sorolja fel. Ez a jelzés csupán a megfogalmazás eredetét és a szerzői jogokat jelzi, nem szolgál a cikkben szereplő információk forrásmegjelöléseként.